# Penisola Longing
La penisola Longing  è una penisola lunga circa 18 km situata sulla costa orientale della Terra di Graham, in Antartide.

## Geografia
La penisola si trova in particolare all'estremità nord-orientale della costa di Nordenskjöld, che essa separa dalla penisola Trinity, dove separava la piattaforma glaciale Larsen dalla piattaforma glaciale Principe Gustavo, la quale però non esiste più dalla seconda metà degli anni 1990. La penisola costituisce il capo orientale di una linea immaginaria che arriva fino a capo Kjellman, sulla costa occidentale della Terra di Graham, la quale viene considerata l'estremità meridionale della penisola Trinity, ossia dell'ultimo tratto della Penisola Antartica. La punta della penisola Longing, battezzata "capo Longing", costituisce la costa occidentale dell'entrata meridionale del canale del Principe Gustavo, che separa l'isola di James Ross dalla Penisola Antartica.

## Storia
Capo Longing è stato scoperto nel 1902, nel corso della spedizione Nordenskjöld-Larsen, svoltasi dal 1901 al 1904 e condotta da Otto Nordenskjöld, ed è stato così battezzato da quest'ultimo in virtù del fatto che, guardando il capo dal rifugio in cui Nordenskjöld trascorse l'inverno, sull'isola Snow Hill, esso giaceva nella direzione della sua "land of longing", ossia della sua "terra del desiderio", vale a dire della terra che egli era ansioso di esplorare.

A partire dal nome del capo, il comitato britannico per i toponimi antartici ha poi battezzato con lo stesso nome anche la penisola di cui esso è l'estremità, che Nordenskjöld aveva solo grossolanamente cartografato e che è stata oggetto di un intenso lavoro di ricerca geologica da parte del British Antarctic Survey. 

## Rifugio Florentino Ameghino
Nei pressi di capo Longing, nel territorio considerato parte della penisola Trinity, è presente il rifugio "Florentino Ameghino". Inaugurato il 10 ottobre 1960 e intitolato al naturalista italiano Florentino Ameghino, il rifugio è uno dei 18 rifugi sotto la responsabilità della base Esperanza, una stazione di ricerca permanente gestita dall'esercito argentino. Stando a quanto riferito dal direttorato argentino per l'Antartide, il rifugio è inattivo da anni.